# Station Nunspeet
Station Nunspeet is een spoorwegstation in het Gelderse Nunspeet aan de spoorlijn Amersfoort - Zwolle (Centraalspoorweg). Het station werd geopend op 20 augustus 1863. Het oorspronkelijke stationsgebouw was van het standaardtype NCS 3e klasse, waarvan er slechts enkele werden gebouwd.
In 1908 werd dit stationsgebouw vervangen door het huidige eilandstation. Aan de F.A. Molijnlaan 3, tegenover het station, staat de voormalige woning van de stationschef.

## Bediening
Het station wordt bediend door de volgende treinserie:
| Serie | Treinsoort    | Route                                                                          | Bijzonderheden |
| ----- | ------------- | ------------------------------------------------------------------------------ | -------------- |
| 5600  | Sprinter (NS) | Utrecht Centraal – Utrecht Overvecht – Amersfoort Centraal – Nunspeet – Zwolle |                |

Daarnaast stoppen de volgende buslijnen van EBS bij het station:
- Lijn 111: Harderwijk - Hierden - Hulshorst - Nunspeet
- Lijn 112: Apeldoorn - Hoog-Soeren - Nieuw-Milligen - Uddel - Elspeet - Vierhouten - Nunspeet
- Lijn 305: Nunspeet - Doornspijk - Elburg - Oldebroek - Wezep - Hattemerbroek - Zwolle (ComfortRRReis)
- Lijn 658: Nunspeet - Elspeet - Uddel - Hoog-Soeren - Apeldoorn Jacobus Fruytierschool (schoolbus)

## Tramlijn naar Hattemerbroek
Het station was ook halte van de door Nederlandsche Centraal-Spoorweg-Maatschappij geëxploiteerde Zuiderzeetramweg (geopend 1908-1914; eigendom NBM, opgeheven in 1931). Op station Nunspeet lag een overloopspoor naar deze normaalsporige tramweg. Na sluiting van de Zuiderzeetram werd dit overloopspoor samen met een deel van de tramlijn gebruikt als raccordement voor de verffabriek De Veluwe.

## Ontwikkeling aantal reizigers
Het aantal door NS vervoerde reizigers (per gemiddelde werkdag) ontwikkelde zich sedert 2019 als volgt:
| Jaar | Aantal reizigers |
| ---- | ---------------- |
| 2019 | 2.850            |
| 2020 | 1.444            |
| 2021 | 1.624            |
| 2022 | 2.113            |
| 2023 | 2.296            |
| 2024 | 2.255            |

## Afbeeldingen

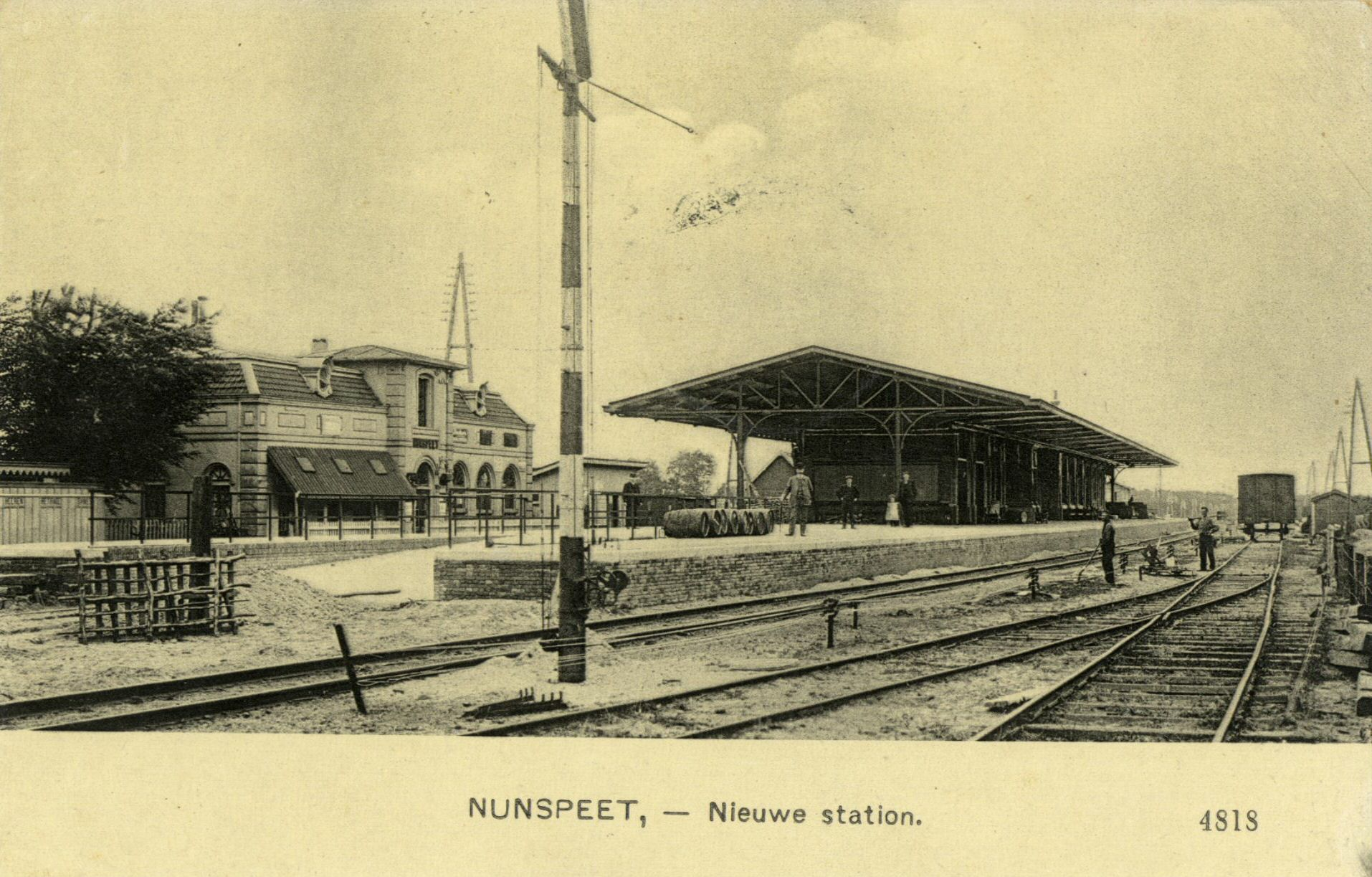
Station rond 1905-1906
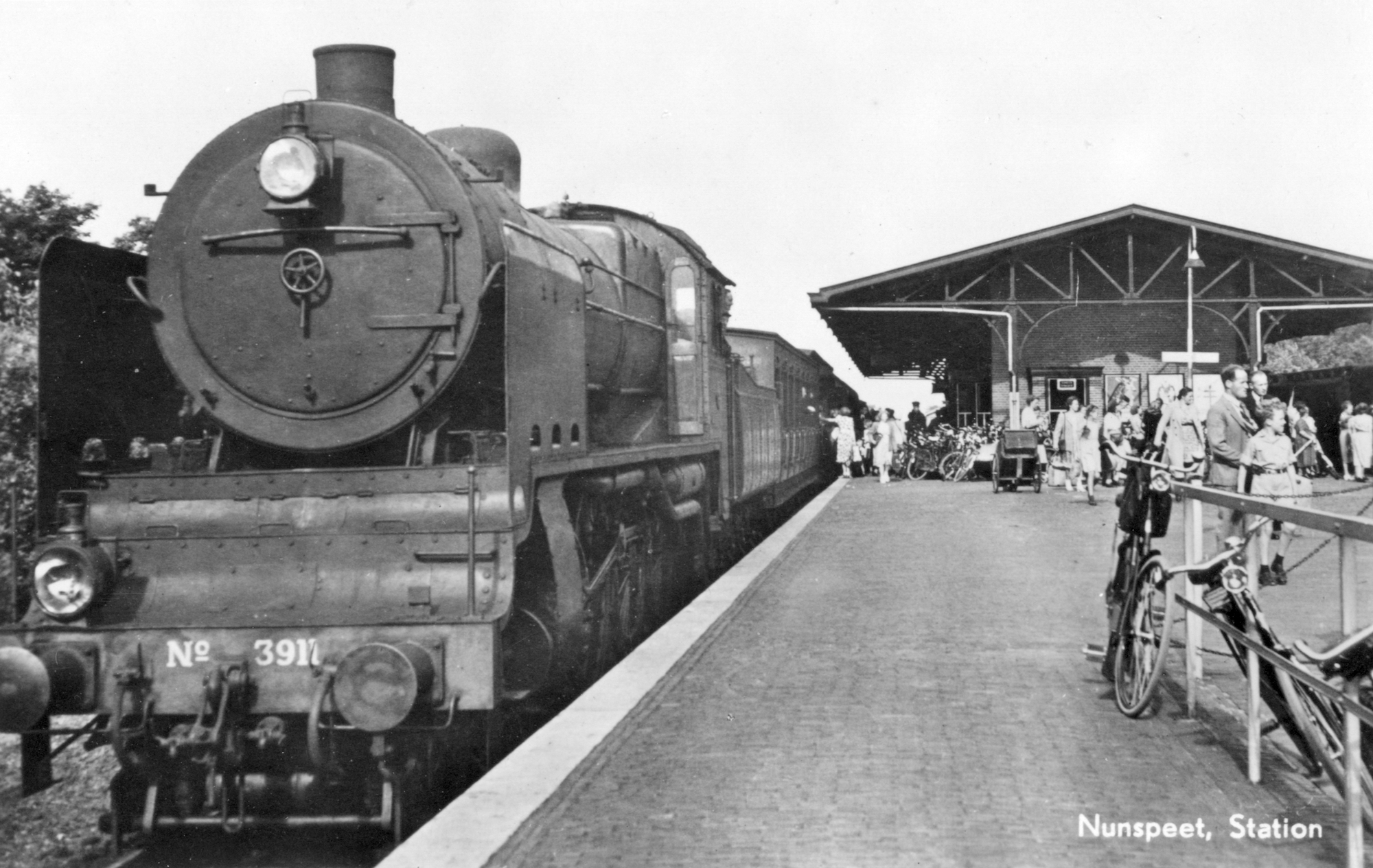
Station Nunspeet met loc 3911; circa 1930
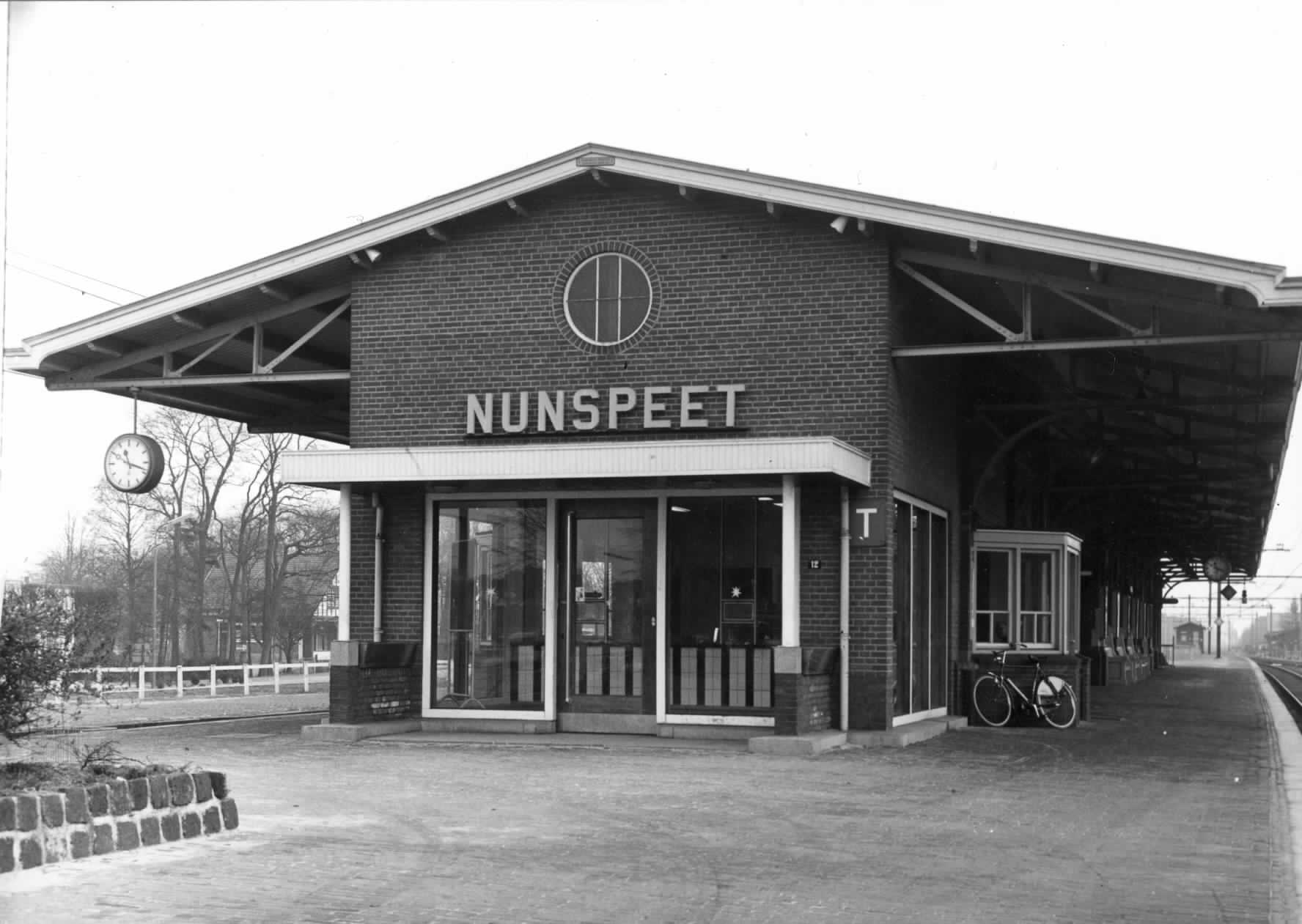
Stationsgebouw (1966)
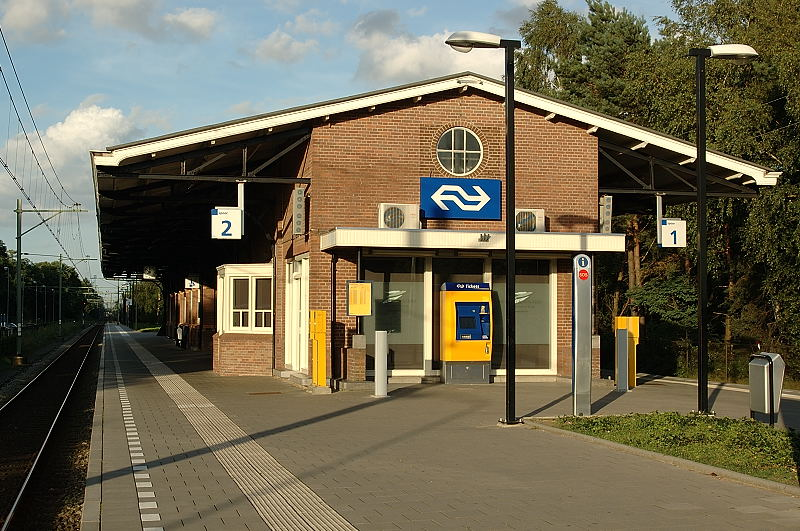
Station in 2008
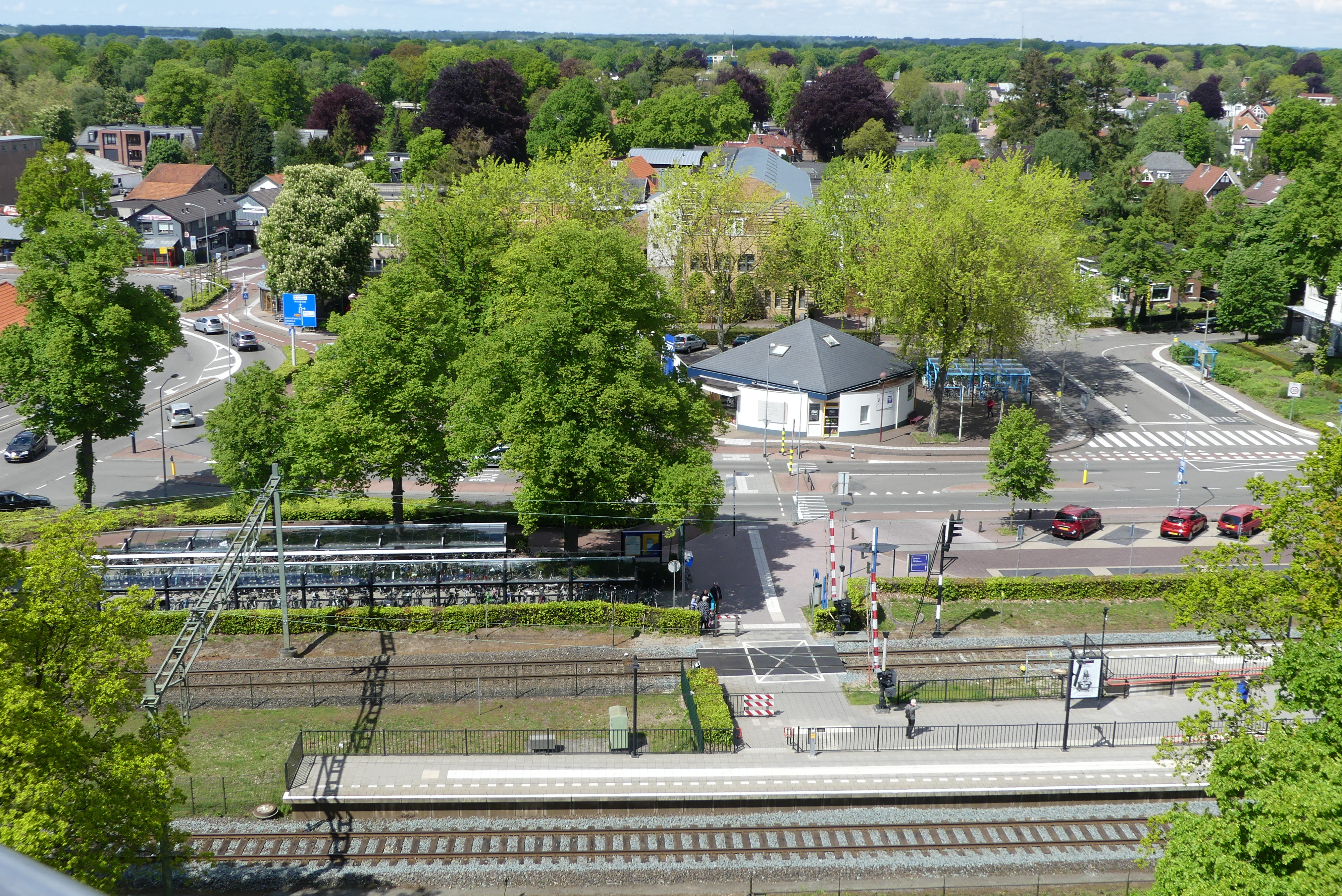
Station gezien vanaf de uitkijktoren
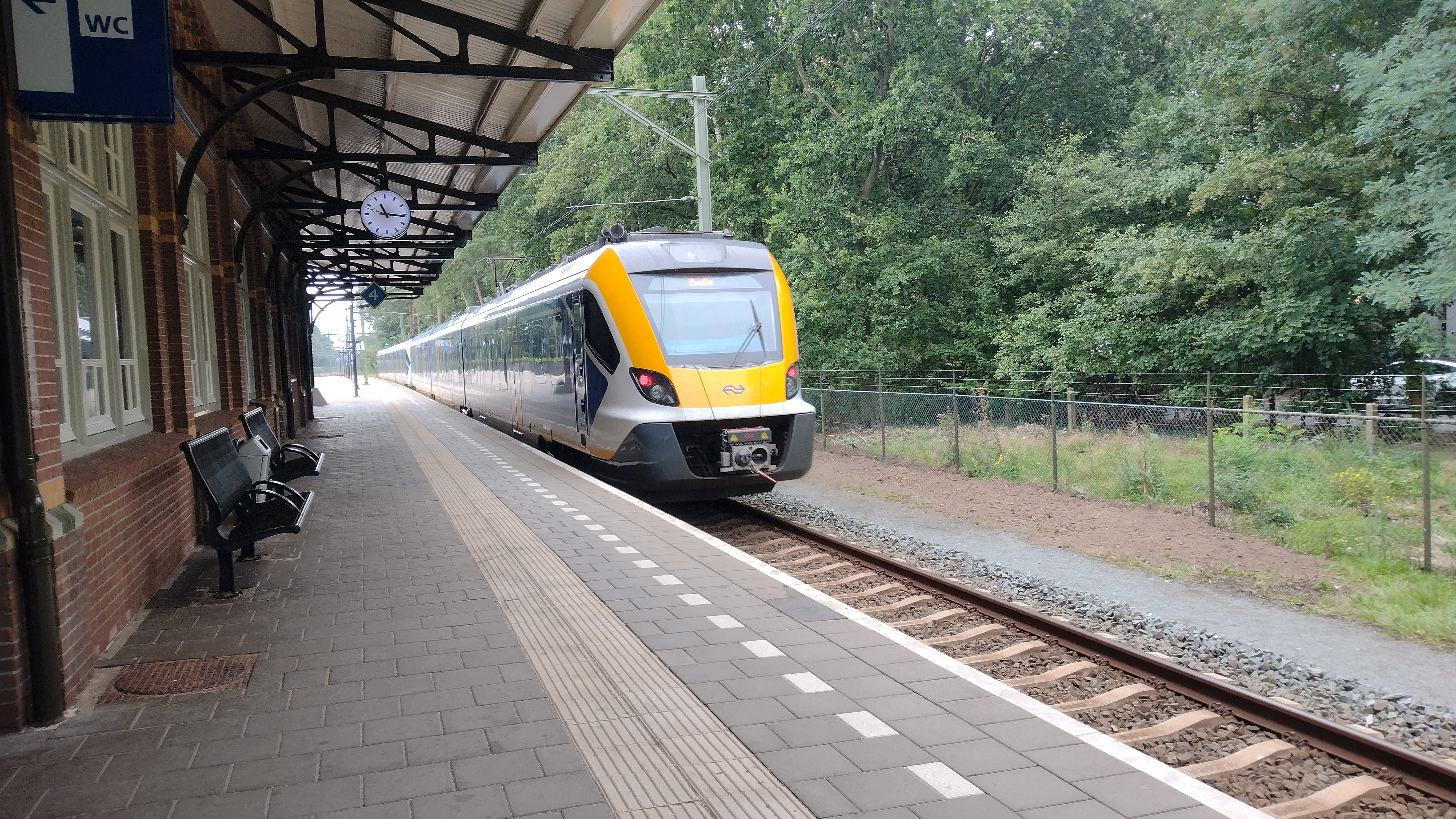
SNG op het station
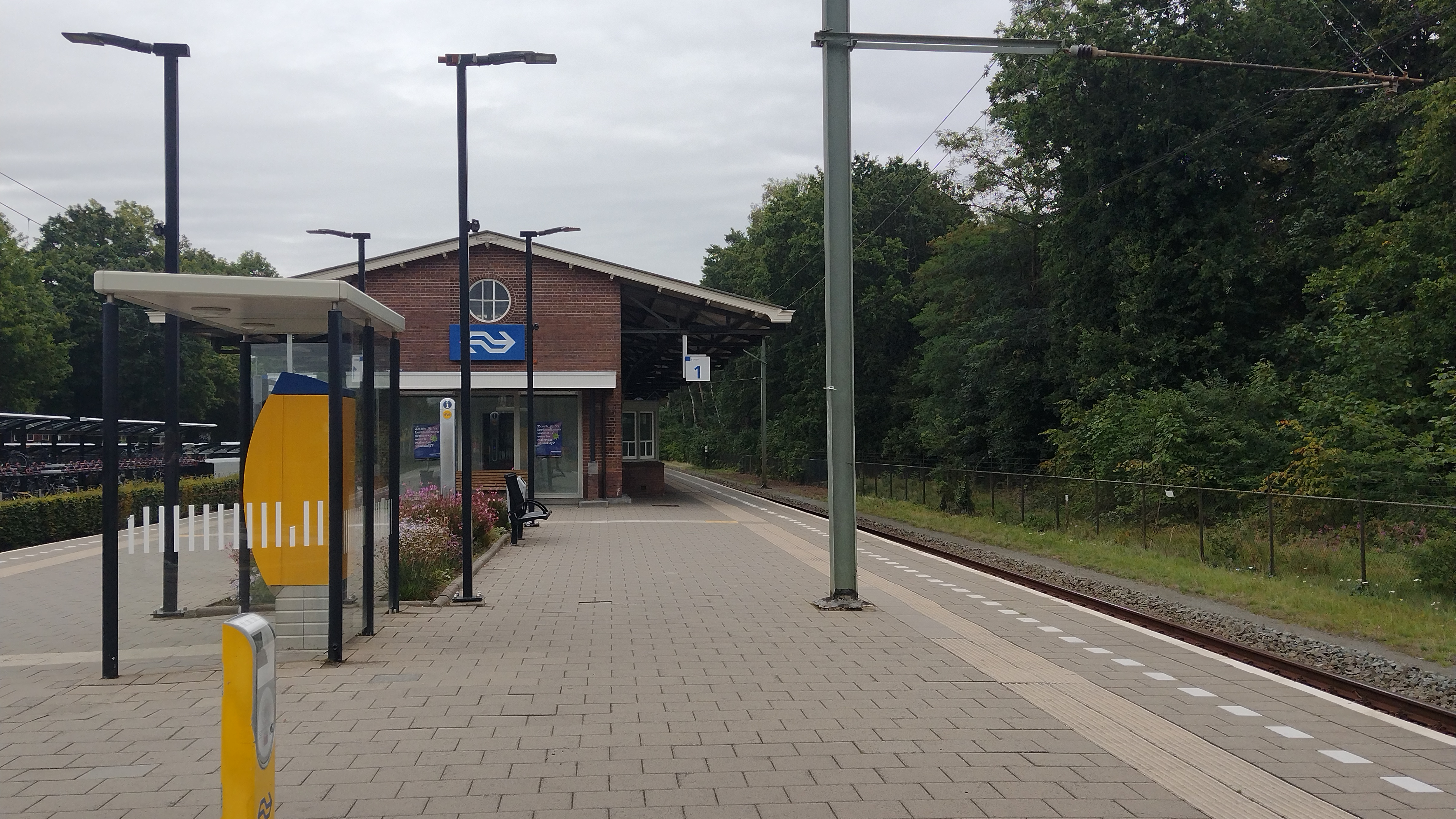
Perron en stationsgebouw in 2023

0: Utrecht Centraal ·
1: Utrecht Buurtstation ·
2:Amsterdamsche Straatweg ·
2: Vechtbrug ·
3: Utrecht Overvecht ·
5: Blauwkapel ·
7: Groenekan Oost ·
9: Bilthoven ·
12: Den Dolder ·
16: Soestduinen ·
19: De Vlasakkers ·
21: Amersfoort Centraal ·
22: Amersfoort NCS ·
23: Amersfoort Koppel ·
24: Bloemendaalsche Weg ·
25: Amersfoort Schothorst ·
26: Liendert ·
28: Hooglanderveen ·
28: Amersfoort Vathorst ·
29: Hoevelaken ·
30: Slichtenhorst ·
32: Nijkerk ·
34: Diermen ·
36: Hooge Steeg ·
38: Bijsteren ·
40: Putten ·
43: Volenbeek ·
45: Ermelo ·
47: Horst-Tonsel ·
49: Harderwijk ·
55: Hulshorst ·
58: Nieuw Groeneveld ·
64: Nunspeet ·
70: 't Harde ·
73: Oldebroek ·
79: Wezep ·
83: Hattemerbroek ·
88: Zwolle NCS ·
88: Zwolle ·
101: Kampen
Huidige stations:
Aalten ·
Apeldoorn · 
-De Maten · 
-Osseveld ·
Arnhem:
-Centraal · 
-Presikhaaf · 
-Velperpoort · 
-Zuid ·
Barneveld:
-Centrum · 
-Noord ·
-Zuid ·
Beesd ·
Brummen ·
Culemborg ·
Didam ·
Dieren ·
Doetinchem · 
-De Huet · 
Duiven ·
Ede:
-Centrum ·
-Wageningen ·
Elst ·
Ermelo ·
Gaanderen · 
Geldermalsen ·
't Harde ·
Harderwijk ·
Hemmen-Dodewaard ·
Kesteren ·
Klarenbeek ·
Lichtenvoorde-Groenlo ·
Lochem ·
Lunteren ·
Nijkerk ·
Nijmegen · 
-Dukenburg · 
-Goffert · 
-Heyendaal · 
-Lent ·
Nunspeet · 
Oosterbeek ·
Opheusden ·
Putten ·
Rheden ·
Ruurlo ·
Terborg ·
Tiel · 
-Passewaaij ·
Twello · 
Varsseveld · 
Veenendaal-De Klomp · 
Velp · 
Voorst-Empe · 
Vorden · 
Wehl ·
Westervoort · 
Wezep · 
Wijchen ·
Winterswijk · 
-West · 
Wolfheze · 
Zaltbommel · 
Zetten-Andelst · 
Zevenaar · 
Zutphen
Voormalige stations: lijst van voormalige spoorwegstations in Gelderland